# Michel Dumontier
Michel Justin Dumontier (Winnipeg, 10 april 1975) is een Canadees biochemicus en informaticus, gespecialiseerd in bio-informatica. Dumontier is hoogleraar datawetenschap (data science) aan de Universiteit Maastricht en directeur van het door hem opgerichte Institute of Data Science. Zijn werk is gericht op de ontwikkeling van berekeningsmethoden om wetenschappelijke data efficiënter bruikbaar te maken voor innovatieve toepassingen, zoals bij nieuwe medische behandelingen, duurzame oplossingen voor het opwekken van energie, en het verbeteren van online privacy en veiligheid. Zijn bijdragen op het gebied van bio-informatica, biomedische informatica, ontologie en 'linked data', zijn internationaal erkend.

## Biografie

### Opleiding
Michel Dumontier is de zoon van een vertegenwoordiger en groeide op in onder andere Winnipeg en Montreal. Al op jonge leeftijd was hij, gestimuleerd door zijn vader, bezig met computers. Hij studeerde van 1994 tot 1998 biochemie aan de Universiteit van Manitoba in zijn geboortestad Winnipeg. In het tweede jaar van zijn bachelorstudie werkte hij mee aan een onderzoek van James D. Jamieson, waarbij hij een rekenmethode ontwikkelde om het Golgi-apparaat te reconstrueren. In 1998 behaalde hij zijn bacheloreaat (BSc), waarna hij zijn studie voortzette aan de Universiteit van Toronto. Gedurende zijn studie werkte hij enige tijd als onderzoeksassistent aan het Max Planck Instituut voor Biochemie in München, waar hij de cellulaire dynamiek van het Rac1-eiwit van kleine GTPases onderzocht. In 2004 promoveerde hij aan de Universiteit van Toronto onder begeleiding van prof. Christopher W. Hogue op een proefschrift getiteld: Species-specific optimizations of sequence and structure.

### Loopbaan
Na een korte periode werkzaam te zijn geweest als postdoctoraal onderzoeker bij het Blueprint Initiative van het Mount Sinai Hospital Research Institute, een project gefinancierd door Genome Canada, werd hij in 2005 assistent-professor biologie aan de Carleton University in Ottawa. Daar werd hij tevens benoemd tot lid van de School of Computer Science en het Institute of Biochemistry. In 2009 werd hij benoemd tot 'associate professor'. In 2013 trad Dumontier toe tot het prestigieuze Stanford Center for Biomedical Informatics Research aan de Stanford University School of Medicine. In 2016 was hij een van de hoofdauteurs van het veel geciteerde artikel The FAIR Guiding Principles for scientific data management and stewardship in het tijdschrift Scientific Data (gepubliceerd door de Nature Publishing Group). Hierin zette hij de zogenaamde 'FAIR'-richtlijnen voor het omgaan met wetenschappelijke data uiteen. FAIR staat voor: Findable, Accessible, Interoperable, Reusable.
In 2017 werd hij benoemd tot hoogleraar datawetenschap aan de Universiteit Maastricht (UM). Dumontier is aan de UM een van de vier universiteitshoogleraren (distinguished professors), wat onder meer inhoudt dat hij gedeeltelijk vrijgesteld is van bepaalde administratieve taken en een grotere vrijheid heeft in de besteding van onderzoeksgelden. Eerder werden prof. dr. Peter Peters (nanobiologie), prof. dr. Clemens van Blitterswijk (regeneratieve geneeskunde) en prof. dr. Ron Heeren (moleculaire beeldvorming) benoemd tot universiteitshoogleraar aan de UM. Hun leerstoelen, zogenaamde Limburg Chairs, worden gesponsord door de Provincie Limburg, met de bedoeling om de samenwerking met het bedrijfsleven en de communicatie met een breed publiek te stimuleren. Samen met de eveneens uit Canada afkomstige prof. dr. Sally Wyatt zette Dumontier in Maastricht de bachelor-opleiding Digital Society op.
Dumontiers komst vormde het startsein voor de uitbouw van het interfacultair onderzoeksprogramma Data Science aan de UM. Over zijn opzienbarende overstap van Stanford naar Maastricht zei Dumontier zelf: "De UM heeft een gedurfde visie een wereldklasse instituut op te richten voor data science onderzoek en onderwijs. Een instituut dat belangrijke 'big data' uitdagingen aanpakt, die over de grenzen van traditionele disciplines gaan. Ik ben blij met de kans om leiding te mogen geven aan deze zeer samenwerkingsvolle, universiteitsbrede inspanning om barrières te overwinnen voor het delen van data en nieuwe kaders vast te stellen voor wetenschappelijke ontdekkingen". Voorzitter van het College van Bestuur Martin Paul noemde de aanstelling van Dumontier een stap voorwaarts in "het stimuleren en versterken van de Limburgse kenniseconomie". Omdat afgestudeerden met kennis van datawetenschap volgens hem gemakkelijk werk vinden, paste de komst van Dumontier tevens bij "het streven van de UM om de kans van studenten op een baan te optimaliseren".
Dumontier is oprichter-directeur van het Institute of Data Science aan de UM. Hij is tevens nauw betrokken bij het opzetten van het Brightlands Institute for Smart Society, gevestigd op de Brightlands Smart Services Campus in Heerlen.

### Overige activiteiten, lidmaatschappen, prijzen
Dumontier is hoofdonderzoeker binnen het kader van en ondersteund door de Nederlandse Nationale Onderzoeksagenda, de European Open Science Cloud, de NCATS Biomedical Data Translator, en de MCSA ITN KnowGraphs. Tevens is hij mede-onderzoeker binnen het Amerikaanse NIH BD2K (Big Data to Knowledge) Center for Expanded Data Annotation and Retrieval (CEDAR). Hij is lid van het Nederlandse TechCenter for Life Sciences en deelnemer namens Nederland in Elixir, een EU-initiatief om een infrastructuur te ontwikkelen voor life science data. Dumontier is wetenschappelijk directeur van Bio2RDF, een project dat open source linked data voor de life sciences voorstaat. Hij is hoofduitgever van het wetenschappelijk tijdschrift Data Science en mede-uitgever van Semantic Web.

## Publicaties
Dumontier heeft anno 2021 ruim 160 wetenschappelijke artikelen (mede)gepubliceerd, die meer dan 13.000 keer zijn geciteerd. Zijn Hirsch-index bedroeg 50 in 2021.

## Privé
Dumontier woont met zijn partner, de internist-informaticus en schrijfster Tifany Leung MD, in Maastricht. Dumontier is een fervent fietser en doet pogingen om de Nederlandse taal te leren.